# Біле прокляття
«Біле прокляття» (рос. «Белое проклятье») — радянський художній фільм 1987 року за мотивами однойменної повісті письменника  Володимира Саніна.

## Сюжет
Саме розпал сезону на гірськолижному курорті Терскол. Численні відпочиваючі катаються на гірських лижах, розважаються і веселяться. І тільки працівники протилавинної служби розуміють, що над курортом нависла смертельна загроза: після сильного снігопаду може зійти гігантська лавина.
Максим Уваров, начальник протилавинної станції, забороняє туристам виходити з готелю. Його дії викликають невдоволення як начальства, так і курортників. Начальство зазнає збитків через простій гірськолижного підйомника, туристи і зовсім обурюються: вони приїхали кататися, а не сидіти під замком. Деякі з них потайки вибираються з готелю. Розплата за легковажність не примушує себе чекати…

## У ролях
- Лембіт Ульфсак —  Максим Уваров, начальник протилавинної служби (озвучує Юрій Бєляєв)
- Олександра Яковлєва —  Катя, стюардеса з Іркутська (в титрах Олександра Аасмяе)
- Віктор Бичков —  Степан Гвоздь, працівник протилавинної служби
- Лариса Гузєєва —  Надія Сергіївна, лікар
- Ігор Дмитрієв —  турист з Німеччини
- Геннадій Нілов —  Пєтухов
- Анна Твеленьова —  Єлизавета Дмитрівна
- Любов Малиновська —  Анна Федорівна, мама Максима Уварова
- Валентин Камергоєв —  Мурад Хаджийович
- Андрій Павловець —  Толя, приятель Каті
- Баганд Магомедов —  Осман, підривник (в титрах зазначено — Боганд Магомедов)

## Знімальна група
- Автор сценарію: Ігор Федоров
- Режисер-постановник:  Микола Ковальський
- Оператор:  Микола Строганов
- Художник:  Лариса Шилова
- Композитор:  Віктор Лебедєв